# Stephen Root
Stephen Root (Sarasota, 17 novembre 1951) è un attore e doppiatore statunitense.

## Biografia
Nato a Sarasota, in Florida, figlio di Leona Estelle e Rolland Clair Root, studia all'Università della Florida. Dopo aver calcato i palcoscenici di Broadway, debutta sul grande schermo in Monkey Shines - Esperimento nel terrore di George A. Romero, a cui seguono Mr. Crocodile Dundee 2 e Black Rain - Pioggia sporca.
Nel corso degli anni si costruisce una solida carriera da caratterista, dividendosi tra televisione e cinema. È apparso in film come Ghost - Fantasma, Indiziato di reato - Guilty by Suspicion, Buffy l'ammazzavampiri e RoboCop 3, per la televisione ha lavorato dal 1995 al 1999 nella sitcom NewsRadio, dove ha interpretato Jimmy James, capo della stazione radiofonica in cui è ambientata la serie, inoltre è apparso in telefilm come Blossom - Le avventure di una teenager ed L.A. Law - Avvocati a Los Angeles, con l'aggiunta di numerose apparizioni come guest star in note serie televisive.
Ha avuto un ruolo ne L'uomo bicentenario di Chris Columbus e ha prestato la voce per i film d'animazione L'era glaciale e Alla ricerca di Nemo. Nel 2000 recita in Fratello, dove sei? dei fratelli Coen, iniziando con loro una assidua collaborazione, che porta Root a recitare anche nei film Ladykillers, Non è un paese per vecchi, La ballata di Buster Scruggs e Macbeth. Attivo anche in film di genere commedia, Root ha recitato in Palle al balzo - Dodgeball, La sposa fantasma, Drillbit Taylor - Bodyguard in saldo e In amore niente regole.
Root è noto negli Stati Uniti per aver doppiato per oltre dieci anni Bill Dauterive, personaggio della serie animata King of the Hill. Nel 2005 è apparso in alcuni episodi di West Wing - Tutti gli uomini del Presidente, mentre nel 2008 in Pushing Daisies e True Blood, in quest'ultima ha interpretato il vampiro omosessuale Eddie. Nel 2009 recita in tre film; Il solista, Immagina che e L'uomo che fissa le capre. Tra il 2018 e il 2023 ha interpretato il ruolo di Monroe Fuches nella serie dark comedy Barry trasmessa da HBO, per la quale ha ricevuto una nomination ai Primetime Emmy Award come miglior attore non protagonista in una serie commedia nel 2019.

## Vita privata
Ha due figli, nati dal primo matrimonio con Laura Joan Hase con cui è stato sposato dal 1984 al 1997; dal 2008 è sposato con l'attrice e sceneggiatrice Romy Rosemont.

## Filmografia parziale

### Attore

#### Cinema
- Mr. Crocodile Dundee 2, regia di John Cornell (1988)
- Monkey Shines - Esperimento nel terrore (Monkey Shines), regia di George A. Romero (1988)
- Black Rain - Pioggia sporca (Black Rain), regia di Ridley Scott (1989)
- Lettere d'amore (Stanley & Iris), regia di Martin Ritt (1990)
- Ghost - Fantasma (Ghost), regia di Jerry Zucker (1990)
- Detective coi tacchi a spillo (V.I. Warshawskip), regia di Jeff Kanew (1991)
- Buffy l'ammazzavampiri (Buffy the Vampire Slayer), regia di Joss Whedon (1992)
- RoboCop 3, regia di Fred Dekker (1993)
- Dave - Presidente per un giorno (Dave), regia di Ivan Reitman (1993)
- Impiegati... male! (Office Space), regia di Mike Judge (1999)
- L'uomo bicentenario (Bicentennial Man), regia di Chris Columbus (1999)
- Fratello, dove sei? (O Brother, Where Art Thou?), regia di Joel Coen (2000)
- Jersey Girl, regia di Kevin Smith (2004)
- Ladykillers (The Ladykillers), regia di Joel ed Ethan Coen (2004)
- Palle al balzo - Dodgeball (Dodgeball: A True Underdog Story), regia di Rawson Marshall Thurber (2004)
- Natale in affitto (Surviving Christmas), regia di Mike Mitchell (2004)
- Just Friends (Solo amici) (Just Friends), regia di Roger Kumble (2005)
- Idiocracy, regia di Mike Judge (2006)
- Non è un paese per vecchi (No Country for Old Men), regia di Ethan Coen e Joel Coen (2007)
- 3 donne al verde (Mad Money), regia di Callie Khouri (2008)
- La sposa fantasma (Over Her Dead Body), regia di Jeff Lowell (2008)
- Drillbit Taylor - Bodyguard in saldo (Drillbit Taylor), regia di Steven Brill (2008)
- In amore niente regole (Leatherheads), regia di George Clooney (2008)
- Il solista (The Soloist), regia di Joe Wright (2009)
- Immagina che (Imagine That), regia di Karey Kirkpatrick (2009)
- L'uomo che fissa le capre (The Men Who Stare at Goats), regia di Grant Heslov (2009)
- Unthinkable, regia di Gregor Jordan (2010)
- The Conspirator, regia di Robert Redford (2010)
- Everything Must Go, regia di Dan Rush (2010)
- Red State, regia di Kevin Smith (2011)
- Benvenuti a Cedar Rapids (Cedar Rapids), regia di Miguel Arteta (2011)
- J. Edgar, regia di Clint Eastwood (2011)
- Qualcosa di straordinario (Big Miracle), regia di Ken Kwapis (2012)
- La regola del silenzio - The Company You Keep (The Company You Keep), regia di Robert Redford (2012)
- Bad Milo!, regia di Jacob Vaughan (2013)
- Sweetwater - Dolce vendetta (Sweetwater), regia di Logan e Noah Miller (2013)
- The Lone Ranger, regia di Gore Verbinski (2013)
- Selma - La strada per la libertà (Selma), regia di Ava DuVernay (2014)
- L'ultima parola - La vera storia di Dalton Trumbo (Trumbo), regia di Jay Roach (2015)
- Hello, My Name Is Doris, regia di Michael Showalter (2015)
- Mike & Dave - Un matrimonio da sballo (Mike and Dave Need Wedding Dates), regia di Jake Szymanski (2016)
- Spectral, regia di Nic Mathieu (2016)
- Scappa - Get Out (Get Out), regia di Jordan Peele (2017)
- Lo stato della mente (Three Christs), regia di Jon Avnet (2017)
- Life of the Party - Una mamma al college (Life of the Party), regia di Ben Falcone (2018)
- Una giusta causa (On the Basis of Sex), regia di Mimi Leder (2018)
- La ballata di Buster Scruggs (The Ballad of Buster Scruggs), regia di Joel ed Ethan Coen (2018)
- Bombshell - La voce dello scandalo (Bombshell), regia di Jay Roach  (2019)
- Seberg - Nel mirino (Seberg), regia di Benedict Andrews (2019)
- Zio Frank (Uncle Frank), regia di Alan Ball (2020)
- Home, regia di Franka Potente (2020)
- Quattro buone giornate (Four Good Days), regia di Rodrigo García (2020)
- L'uomo vuoto - The Empty Man (The Empty Man), regia di David Prior (2020)
- Happily, regia di BenDavid Grabinski (2021)
- Queenpins - Le regine dei coupon (Queenpins), regia di Aron Gaudet e Gita Pullapilly (2021)
- Macbeth (The Tragedy of Macbeth), regia di Joel Coen (2021)
- To Leslie, regia di Michael Morris (2022)
- Il pittore (Paint), regia di Brit McAdams (2023)
- Lousy Carter, regia di Bob Byington (2023)
- Capi di Stato in fuga (Heads of State), regia di Il'ja Najšuller (2025)

#### Televisione
- Cross of Fire, regia di Paul Wendkos – miniserie TV (1989)
- L.A. Law - Avvocati a Los Angeles (L.A. Law) – serie TV, 4 episodi (1990, 1994-1994)
- Due come noi (Jake and the Fatman) – serie TV, episodi 3x24-5x04 (1990-1991)
- Giudice di notte (Night Court) – serie TV, episodi 8x05-9x13 (1990, 1992)
- I ragazzi della prateria (The Young Riders) – serie TV, episodio 2x09 (1990)
- Oltre la legge - L'informatore (Wiseguy) – serie TV, episodio 4x08 (1990)
- Pappa e ciccia (Roseanne) – serie TV, episodio 2x21 (1990)
- Segni particolari: genio (Head of the Class) – serie TV, episodio 5x13 (1990)
- Davis Rules – serie TV, episodio 1x13 (1991)
- Golden Years – miniserie TV, 6 puntate (1991)
- My Life and Times – serie TV, episodio 1x03 (1991)
- Quell'uragano di papà (Home Improvement) – serie TV, episodio 1x05 (1991)
- Sons and Daughters – serie TV, episodio 1x05 (1991)
- Star Trek: The Next Generation – serie TV, episodi 5x07-5x08 (1991)
- Un raggio di luna per Dorothy Jane (The Torkelsons) – serie TV, episodio 1x10 (1991)
- Civil Wars – serie TV, episodi 1x10-2x09 (1992)
- Finché delitto non ci separi (A Woman Scorned: The Betty Broderick Story), regia di Dick Lowry – film TV (1992)
- Finché delitto non ci separi 2 (Her Final Fury: Betty Broderick, the Last Chapter), regia di Dick Lowry – film TV (1992)
- Gli acchiappamostri (Eerie, Indiana) – serie TV, episodio 1x14 (1992)
- Murphy Brown – serie TV, episodio 5x11 (1992)
- Blossom - Le avventure di una teenager (Blossom) – serie TV, episodi 4x01 (1993)
- Class of '61, regia di Gregory Hoblit – film TV (1993)
- Cuori al Golden Palace (The Golden Palace) – serie TV, episodio 1x18 (1993)
- Harts of the West – serie TV, 15 episodi (1993-1994)
- In viaggio nel tempo (Quantum Leap) – serie TV, episodio 5x18 (1993)
- L'ispettore Tibbs (In the Heat of the Night) – serie TV, episodio 7x06 (1993)
- Omicidi a catena (Black Widow Murders: The Blanche Taylor Moore Story) – film TV, regia di Alan Metzger (1993)
- Sirens – serie TV, episodio 1x09 (1993)
- Un medico tra gli orsi (Northern Exposure) – serie TV episodio 4x12 (1993)
- Cinque in famiglia (Party of Five) – serie TV, episodio 1x03 (1994)
- NYPD - New York Police Department (NYPD Blue) – serie TV, episodio 1x21 (1994)
- Per amore della legge (Sweet Justice) – serie TV, episodio 1x04-1x10 (1994)
- Un detective in corsia (Diagnosis: Murder) – serie TV, episodio 2x10 (1994)
- A caccia di giustizia (In the Line of Duty: Hunt for Justice), regia di Dick Lowry – film TV (1995)
- Chicago Hope – serie TV, episodio 1x11 (1995)
- Christy – serie TV, episodio 2x02 (1995)
- Cybill – serie TV, episodio 1x05 (1995)
- NewsRadio – serie TV, 97 episodi (1995-1999)
- VR.5 – serie TV, episodio 1x10 (1995)
- Il complotto (The Lottery), regia di Daniel Sackheim – film TV (1996)
- Pandora's Clock - La Terra è in pericolo (Pandora's Clock), regia di Eric Laneuville – film TV (1996)
- Seinfeld – serie TV, episodio 7x24 (1996)
- The Road to Galveston, regia di Michael Toshiyuki Uno – film TV (1996)
- Dalla Terra alla Luna (From the Earth to the Moon) – miniserie TV, 5 puntate (1998)
- Profiler - Intuizioni mortali (Profiler) – serie TV, episodio 2x19 (1998)
- Ladies Man – serie TV, 30 episodi (1999-2001)
- Andy Dick Show – serie TV, episodio 1x02 (2001)
- DAG – serie TV, episodio 1x14 (2001)
- Ed – serie TV, episodio 2x02 (2001)
- The Norm Show – serie TV, episodi 3x14-3x23 (2001)
- Dexter Prep, regia di James Burrows – film TV (2002)
- Just Shoot Me! – serie TV, episodio 6x19 (2002)
- La vita secondo Jim (According to Jim) – serie TV, episodio 2x10 (2002)
- Malcolm (Malcolm in the Middle) – serie TV, episodi 3x11-3x13 (2002)
- I Finnerty (Grounded for Life) – serie TV, episodi 2x20-3x02-4x25 (2002, 2004)
- CSI - Scena del crimine (CSI: Crime Scene Investigation) – serie TV, episodio 4x03 (2003)
- Frasier – serie TV, episodio 11x21 (2004)
- West Wing - Tutti gli uomini del Presidente (The West Wing) – serie TV, 9 episodi (2005-2006)
- 11 settembre - Tragedia annunciata (The Path to 9/11), regia di David L. Cunningham – miniserie TV (2006)
- Boston Legal – serie TV, episodio 4x15 (2008)
- Head Case – serie TV, episodio 2x06 (2008)
- Pushing Daisies – serie TV, 5 episodi (2008)
- Sarah Silverman Show (The Sarah Silverman Program) – serie TV, episodio 2x15 (2008)
- True Blood – serie TV, 4 episodi (2008-2009)
- Californication – serie TV, episodio 3x05 (2009)
- 24 – serie TV, episodi 8x11-8x12-8x13 (2010)
- Justified – serie TV, 7 episodi (2010-2014)
- Louie – serie TV, episodio 1x10 (2010)
- The Defenders – serie TV, episodio 1x01 (2010)
- Aiutami Hope! (Raising Hope) – serie TV, episodio 2x02 (2011)
- Childrens Hospital – serie TV, episodio 3x13 (2011)
- Fringe – serie TV, episodio 4x06 (2011)
- Boardwalk Empire - L'impero del crimine (Boardwalk Empire) – serie TV, 9 episodi (2012-2013)
- The Good Wife – serie TV, episodi 3x21-4x10 (2012)
- The Newsroom – serie TV, episodi 2x06-2x07 (2013)
- Fargo – serie TV, episodi 1x08-1x09 (2014)
- Hot in Cleveland – serie TV, episodio 5x24 (2014)
- The Big Bang Theory – serie TV, episodi 8x01-8x10 (2014)
- Brooklyn Nine-Nine – serie TV, 4 episodi (2014-2015)
- Idiotsitter – serie TV, 13 episodi (2014-2017)
- Turn: Washington's Spies – serie TV, 4 episodi (2014-2015)
- All the Way, regia di Jay Roach – film TV (2016)
- Con Man – serie TV, episodio 2x02 (2016)
- L'uomo nell'alto castello (The Man In The High Castle) – serie TV, 10 episodi (2016-2019)
- Masters of Sex – serie TV, episodio 4x08 (2016)
- Workaholics – serie TV, episodio 6x05 (2016)
- Angie Tribeca – serie TV, episodio 3x07 (2017)
- Veep - Vicepresidente incompetente (Veep) – serie TV, episodio 6x08 (2017)
- Barry – serie TV, 30 episodi (2018-2023)
- Perry Mason – serie TV, 7 episodi (2020)
- Blindspotting – serie TV, episodio 1x08 (2021)
- Succession – serie TV, episodi 3x06-4x04 (2021, 2023)
- The Book of Boba Fett – miniserie TV, puntata 1x03 (2022)

### Doppiatore
- King of the Hill – serie animata, 257 episodi (1997-2010)
- L'era glaciale (Ice Age), regia di Chris Wedge e Carlos Saldanha (2002)
- The Country Bears - I favolorsi (The Country Bears), regia di Peter Hastings (2002)
- Alla ricerca di Nemo (Finding Nemo), regia di Andrew Stanton (2003)
- Kim Possible – serie animata, 6 episodi (2002-2005)
- Tripping the Rift – serie animata, 39 episodi (2004-2007)
- Kim Possible - La sfida finale (Kim Possible: So the Drama), regia di Steve Loter – film TV (2005)
- American Dad! – serie animata, 7 episodi (2005-2007)
- L'era glaciale 2 - Il disgelo (Ice Age: The Meltdown), regia di Carlos Saldanha (2006)
- Red e Toby 2 - Nemiciamici (The Fox and the Hound 2), regia di Jim Kammerud (2006)
- Rango, regia di Gore Verbinski (2011)
- Thundercats – serie animata, episodio 1x08 (2011)
- The Life & Times of Tim – serie animata, episodio 3x03 (2011)
- Kung Fu Panda - Mitiche avventure (Kung Fu Panda: Legends of Awesomeness) – serie animata, 5 episodi (2011-2016)
- Adventure Time – serie animata, 9 episodi (2011, 2014-2015, 2017)
- Dragons – serie animata, 13 episodi (2012-2014)
- The Cleveland Show – serie animata, episodi 3x11-4x21 (2012-2013)
- La leggenda di Korra (The Legend of Korra) – serie animata, episodi 1x01-1x11 (2012)
- Gravity Falls – serie animata, 7 episodi (2012-2016)
- Out There – serie animata, episodio 1x05 (2013)
- Alla ricerca di Dory (Finding Dory), regia di Andrew Stanton (2016)
- Dallas & Robo – serie animata, 8 episodi (2018)
- Anfibia (Amphibia) – serie animata, 22 episodi (2019-2022)
- Summer Camp Island - Il campeggio fantastico (Summer Camp Island) – serie animata, 5 episodi (2019-2021)
- BoJack Horseman – serie animata, episodio 6x03 (2020)
- The Midnight Gospel – serie animata, episodi 1x05-1x06-1x08 (2020)
- I Simpson (The Simpsons) – serie animata, episodio 32x13 (2021)
- Masters of the Universe: Revelation – serie animata, 8 episodi (2021)
- Blade Runner: Black Lotus – serie animata, 5 episodi (2021)
- Beavis & Butt-Head alla conquista dell'universo (Beavis & Butt-Head Do the Universe), regia di John Rice e Albert Calleros (2022)
- Velma – serie animata, 4 episodi (2023)
- Praise Petey – serie animata, 10 episodi (2023)
- Scott Pilgrim - La serie (Scott Pilgrim Takes Off) – serie animata, episodio 1x08 (2023)
- Dog Man, regia di Peter Hastings (2025)

## Doppiatori italiani
Nelle versioni in italiano delle opere in cui ha recitato, Stephen Root è stato doppiato da:
- Gianni Giuliano in La regola del silenzio - The Company You Keep, All the Way, Lo stato della mente, Quattro buone giornate, L'uomo vuoto - The Empty Man
- Roberto Draghetti in 24, J. Edgar, Fargo, Una giusta causa
- Gerolamo Alchieri in Non è un paese per vecchi, The Big Bang Theory, Brooklyn Nine-Nine, Barry
- Franco Mannella in Palle al balzo - Dodgeball, In amore niente regole, Macbeth, Capi di Stato in fuga
- Renzo Stacchi in Jersey Girl, Qualcosa di straordinario, Bad Milo!
- Mario Cordova in Black Rain - Pioggia sporca, L'uomo nell'alto castello, Scappa - Get Out
- Bruno Alessandro in West Wing - Tutti gli uomini del Presidente, Boardwalk Empire - L'impero del crimine, Sweetwater - Dolce vendetta
- Renato Cortesi in Dave - Presidente per un giorno, Ladykillers
- Pierluigi Astore in 3 donne al verde, Bombshell - La voce dello scandalo
- Claudio Fattoretto ne La sposa fantasma, The Conspirator
- Vladimiro Conti in Impiegati... male!, Malcolm
- Gianluca Machelli in True Blood, Hello, My Name Is Doris
- Stefano De Sando in Selma - La strada per la libertà, Queenpins - La regina dei coupon
- Paolo Marchese in Seberg - Nel mirino, Perry Mason
- Claudio Capone in Mr. Crocodile Dundee 2
- Massimo Rinaldi in Ghost - Fantasma
- Nino Prester in Robocop 3
- Angelo Nicotra in Dalla Terra alla Luna
- Gianluca Tusco in Cercasi tribù disperatamente
- Giorgio Lopez in L'uomo bicentenario
- Luciano De Ambrosis in Fratello, dove sei?
- Oliviero Dinelli in CSI - Scena del crimine
- Vittorio Amandola in Natale in affitto
- Emilio Cappuccio in Boston Legal
- Simone Mori in Just Friends (Solo amici)
- Sergio Di Giulio in Idiocracy
- Carlo Valli in 11 settembre - Tragedia annunciata
- Massimo Rossi in Drillbit Taylor - Bodyguard in saldo
- Pasquale Anselmo in Fringe
- Giorgio Locuratolo ne Il solista
- Roberto Stocchi in L'uomo che fissa le capre
- Sergio Troiano in Unthinkable
- Saverio Indrio in Justified
- Rodolfo Bianchi in Benvenuti a Cedar Rapids
- Mario Bombardieri in L'ultima parola - La vera storia di Dalton Trumbo
- Claudio Sorrentino in Mike & Dave - un matrimonio da sballo
- Renato Cecchetto in Spectral
- Dario Penne in Angie Tribeca
- Michele Gammino in Life of the Party - Una mamma al college
- Pieraldo Ferrante in La ballata di Buster Scruggs
- Mario Zucca in Zio Frank
- Stefano Alessandroni in The Book of Boba Fett
- Dario Oppido in To Leslie

Da doppiatore è sostituito da:
- Gerolamo Alchieri in King of the Hill (Buck Strickland, st. 7), Alla ricerca di Nemo, Dog Man
- Stefano De Sando in King of the Hill (Buck Strickland, st. 1-6, 8-13)
- Enzo Avolio in King of the Hill (Bill Dauterive)
- Mario Bombardieri ne L'era glaciale
- Dario De Grassi in The Country Bears - I favolorsi
- Michele Di Mauro in Tripping the Rift (1ª voce)
- Mario Zucca in Tripping the Rift (2ª voce)
- Bruno Alessandro in Red e Toby - Nemiciamici 2
- Franco Mannella in Rango (Merrimack)
- Roberto Stocchi in Rango (Doc)
- Gianluca Machelli in Dragons
- Luca Graziani in Alla ricerca di Dory
- Renato Cecchetto in Anfibia (1ª voce)
- Luciano Roffi in Anfibia (2ª voce)
- Edoardo Stoppacciaro in Masters of the Universe: Revelation
- Gabriele Patriarca in Scott Pilgrim - La serie